# Kevin Roberts
Kevin David Roberts (né le 24 juin 1974), historien de formation, est un stratège politique de la droite américaine, conservatrice et libertarienne de droite, actuel président de la Heritage Foundation, un groupe de réflexion politique très conservateur, et de sa branche de lobbying Heritage Action, qui ont notamment soutenu les élections présidentielles de Donald Trump.
Antérieurement, il était PDG d'un autre groupe de réflexion conservateur : Texas Public Policy Foundation. Il a aussi été président du Wyoming Catholic College de 2013 à 2016,.
Peu de temps après que Roberts ait rejoint Heritage (en décembre 2021), l'organisation a mis en place le très controversé Projet 2025, qu'il a confié à Paul Dans. Il s'agit d'un vaste plan visant à remanier en profondeur le gouvernement, l'administration américaine et ses agences pour en faire un outil du parti républicain entièrement et fidèlement dédié à la mise en œuvre des politiques conservatrices de l'extrême droite américaine. Roberts est considéré comme le « cerveau du projet 2025 ».

## Jeunesse et éducation
Roberts est né le 24 juin 1974 à Lafayette, en Louisiane, de James A. Roberts Sr. et Susan P. Rabalais (née Pitre),. Il a une sœur, Lori Roberts Romero. Ses parents ont divorcé en 1979. Son père souffrait d'alcoolisme et son frère s'est suicidé à l'âge de 15 ans. Roberts est diplômé de Lafayette High School (1992) et a obtenu une licence en histoire magna cum laude de l'université de Louisiane à Lafayette en 1996, une maîtrise ès arts en histoire de Virginia Tech en 1999 et un doctorat en histoire américaine de l'université du Texas à Austin en 2003,.

## Carrière

### Université d'État du Nouveau-Mexique
Roberts a travaillé comme professeur adjoint d'histoire, à l'université d'État du Nouveau-Mexique, de 2003 à 2005.

### Académie Jean Paul le Grand
En 2006, Roberts a fondé une école privée et indépendante, catholique romaine, dans sa ville natale de Lafayette, baptisée John Paul the Great Academy. L'école a continué à fonctionner après qu'il soit parti pour le Wyoming Catholic College en 2013, et en 2025, elle éduque des élèves de la maternelle à la terminale.

### Collège catholique du Wyoming
Roberts a été président du Wyoming Catholic College de 2013 à 2016, date à laquelle il a accepté le poste de vice-président exécutif de la Texas Public Policy Foundation (TPPF), un think tank conservateur basé à Austin, au Texas (fondée en 1989 par James R. Leininger et Fritz S. Steiger, qui se concentre sur la promotion de la liberté, et les opportunités entrepreneuriales au Texas et au-delà, qui promeut une réforme de la justice pénale (avec le projet Right on Crime) et la défense des énergies fossiles (avec le projet Fueling Freedom).
En tant que président du Wyoming Catholic College, Roberts a conduit son institution à rejeter les prêts et bourses d'études fédéraux du Titre IV, invoquant comme motif des préoccupations en matière de liberté religieuse. Cette décision fait de l’université l’une des rares du pays à refuser ce financement. Dans un article sur sa décision, le New York Times a qualifié Roberts et ses étudiants de « cow-boys catholiques » pour leur indépendance.

### Heritage Foundation

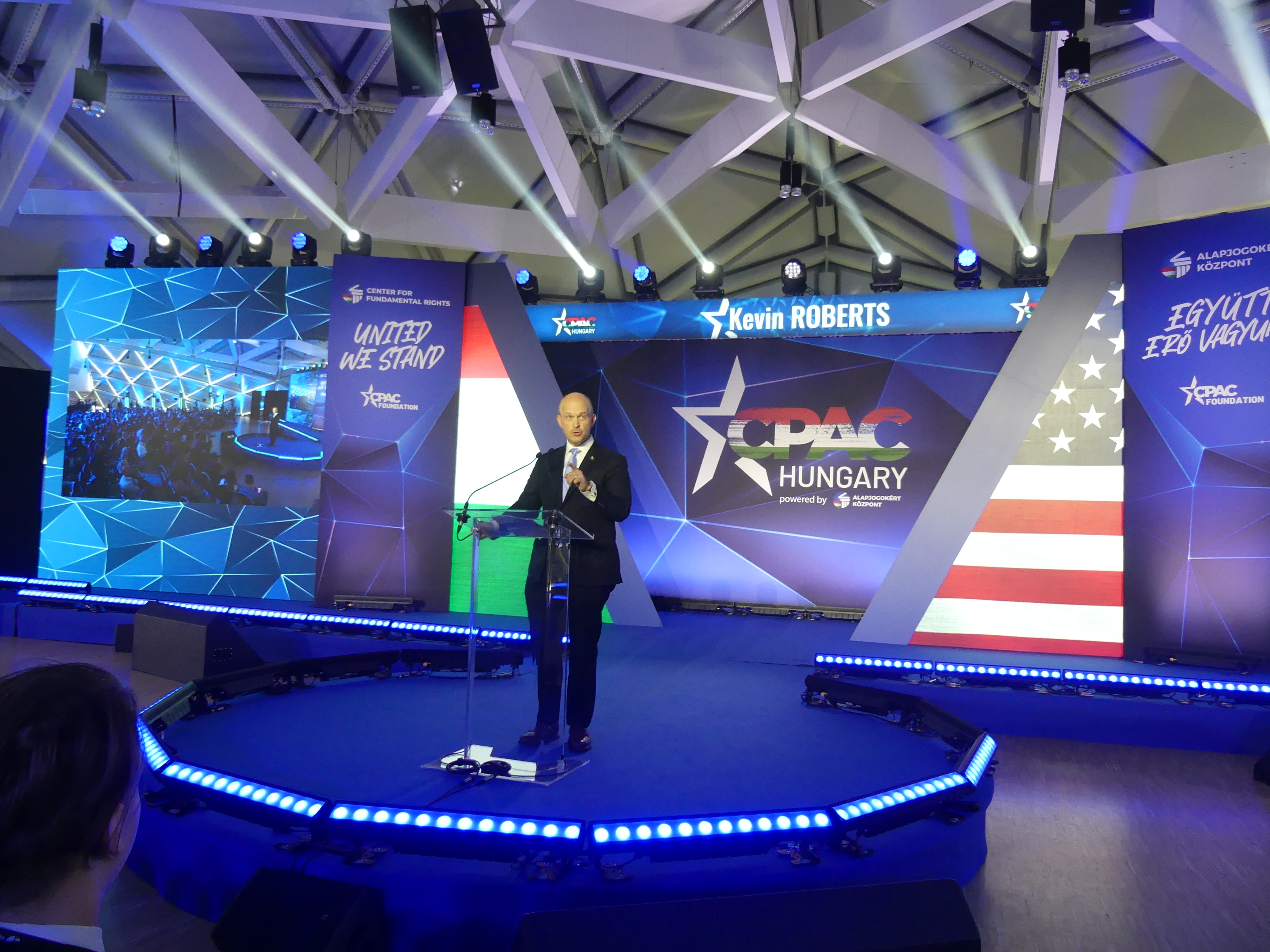
Kevin Roberts à Budapest lors de la CPAC Hongrie 2023, en tant que président de l'Heritage Foundation, y a encouragé les hongrois à préserver leur identité, à lutter contre les ennemis externes de l'Occident (Russie et Chine notamment) et contre les ennemis internes (les idéologues woke selon lui, qui s'opposeraient à la famille, à l'église, à la nation et à la propriété privée, et à s'insérer dans une coalition occidentale unie autour des valeurs de Dieu, de la patrie et de la famille ; les intervenants ont parlé de l'idéologie woke et du genre, de la souveraineté des États-nations, de l'exploitation des enfants. Les invités ont fait l'éloge de Viktor Orbán et de Donald Trump, et critiqué les politiques de l'Union européenne et de Joe Biden,.

En octobre 2021, il est annoncé que Roberts est choisi pour remplacer Kay Coles James au poste de président de l'Heritage Foundation,.
En septembre 2023, Roberts est aussi désigné président de l'Heritage Action, la branche de lobbying de l'Heritage Foundation, après que la directrice exécutive Jessica Anderson ait pris un congé en juillet 2023,. Roberts « sert les deux organisations dans un rôle conjoint ».
En janvier 2024, il déclare qu'il ne croyait pas que Joe Biden avait réellement remporté l'élection présidentielle de 2020, et il déclare considérer le rôle de l'Heritage Foundation comme une « institutionnalisation du trumpisme », ajoutant que « l'administration Trump, avec les meilleures intentions du monde, a simplement pris du retard ; Heritage Foundation et nos alliés du Projet 2025 estiment que cela ne doit jamais se répéter ».
Lors d'une interview en juin 2024, on lui demande si l'Heritage Foundation accepterait les résultats de l'élection présidentielle de 2024 quel que soit son résultat, Roberts a répondu : « Oui, s'il n'y a pas de fraude massive comme en 2020 » Malgré la persistance d'un mouvement de négation des élections, aucune preuve de fraude électorale matérielle en 2020 n'a été trouvée. Lorsqu'on lui a présenté les données de la base de données Heritage sur la fraude électorale indiquant qu'il n'y avait eu que 1 513 cas avérés de fraude électorale aux États-Unis depuis 1982, Roberts a répondu que la fraude était « très difficile à documenter et que le parti démocrate était très doué pour la fraude »,.
Il a aussi déclaré que les libéraux « soutiennent une législation permettant l'avortement jusqu'à trois jours après la naissance de la personne »,.
Lors de son apparition sur le podcast War Room de Steve Bannon en juillet 2024 pour être interviewé par l'ancien membre du Congrès Dave Brat, Roberts a déclaré : « Laissez-moi parler de la gauche radicale. Vous et moi avons tous deux fait partie de facultés et de sénats de facultés, et nous comprenons que la gauche a pris le contrôle de nos institutions [...] Malgré toutes ces absurdités de la gauche, nous allons gagner. Nous sommes en train de reprendre ce pays [...] notre camp est en train de gagner »,. Il a ajouté : « Nous devrions être vraiment encouragés par ce qui s'est passé hier », en référence à la décision de la Cour suprême Trump v. United States, qui a statué que les présidents bénéficient d'une immunité importante contre les poursuites pour des actions dans l'exercice de leurs fonctions,. Roberts ajoute : « Nous sommes en plein processus de la deuxième révolution américaine, qui restera sans effusion de sang si la gauche le permet ». Peu après, la fondation a publié une déclaration dans laquelle elle ajoutait (à propos de la gauche américaine) : « Malheureusement, ils ont un historique bien établi d'incitation à l'opposé », bien que les groupes d'extrême droite soient responsables de la plupart des violences politiques de l'histoire récente,,.
Roberts a écrit un livre dont la sortie était initialement prévue le 24 septembre 2024. Il s'intitulait à l'origine Dawn's Early Light: Burning Down Washington to Save America, mais a été rebaptisé Dawn's Early Light: Taking Back Washington to Save America,. Dans le livre, Roberts écrit que « de nombreuses institutions américaines doivent être brûlées »… dont « le FBI et le New York Times », ainsi que « tous les collèges de l'Ivy League » (c'est-à-dire les huit universités privées du nord-est des États-Unis, réputées pour leur excellence académique et leur sélectivité [Brown, Columbia, Cornell, Dartmouth, Harvard, Penn, Princeton et Yale], souvent associées à l'élitisme social et à l'influence politique), « 80 % de l'enseignement supérieur catholique et les Boy Scouts of America » ; cet ouvrage est préfacé par le vice-président J. D. Vance,,. En août 2024, en pleine controverse sur le Projet 2025, Roberts reporte la sortie de son livre à après les élections de novembre. Il lanc des évènements de promotion du livres à Manhattan et à Washington, DC, peu de temps après l’élection. Le 13 novembre, The Guardian a publié un compte-rendu de l'étrange accueil réservé à l’un de ses reporters lors d’un de ces évènements ; bien que le journal ait reçu une invitation pour y assister, le journaliste a été expulsé de la salle.
Colin Dickey du New Republic affirme que le livre révèle des tactiques manipulatoires, paranoïaques et staliniennes, comme l'utilisation de théories du complot pour imposer violemment la vision de la droite pour le monde. Dans son livre, Roberts critique le contrôle des naissances et l'application de la loi (préférant une société frontalière lourdement armée), tout en promouvant la prière publique comme un outil clé dans la compétition avec la Chine.

#### Projet 2025
Roberts a été qualifié de « chef du Projet 2025 », d'« architecte du Projet », de « cerveau » du Projet et de « force derrière le Projet ». Ce projet vise à restructurer le gouvernement fédéral, à faire progresser les priorités conservatrices et à assurer une mise en œuvre rapide des changements de politique par le biais de réformes du personnel et de l’administration.
L'Union américaine pour les libertés civiles a averti que le Projet 2025 menaçait d'éroder la démocratie et les libertés civiles, en proposant une restructuration radicale du pouvoir exécutif pour servir un programme conservateur. Le Center for American Progress, un organisme libéral, soutient que le Projet 2025 détruirait le système américain de freins et contrepoids, créant une présidence impériale dotée d’un pouvoir presque illimité pour mettre en œuvre des politiques d’extrême droite.
Au cours de sa campagne présidentielle, Trump a publié une déclaration dans laquelle il affirme se distancier du Projet 2025. Selon Media Matters, Roberts aurait déclaré plus tard : « Aucun d'entre nous au sein du Projet 2025 n'éprouve de ressentiment à l'égard de cette déclaration, car nous comprenons que Trump est le porte-étendard et qu'il prend là une décision politique tactique».

## Vie personnelle
Roberts a des liens étroits avec le Centre d'information catholique Washington, dirigé par le père Charles Trullols, un prêtre de l'Opus Dei, et incorporé par l'archidiocèse de Washington, DC, il y reçoit régulièrement des conseils spirituels.
Roberts et son épouse, Michelle LaFleur Roberts, qui est catholique, ont quatre enfants et sont membres d'une paroisse de Springfield, en Virginie,. Son aîné est né alors qu'il rédigeait sa thèse de doctorat.
Plusieurs anciens collègues de Roberts de l'université d'État du Nouveau-Mexique ont affirmé que Roberts leur avait dit qu'il avait tué le pitbull de son voisin avec une pelle parce que les aboiements du chien dérangeaient sa famille. Roberts a nié ces allégations, affirmant : « Il s'agit d'une histoire manifestement fausse et sans fondement, appuyée par zéro preuve ».

## Publications
- Slaves and slavery in Louisiana: the evolution of Atlantic world identities, 1791–1831 (thèse), University of Texas at Austin, 2003 (OCLC 847273464, hdl 2152/885, lire en ligne).
- « The Claims of Kinfolk: African American Property and Community in the Nineteenth-Century South (review) », Journal of Social History, vol. 38, no 4,‎ juillet 2005, p. 1116–1118 (DOI 10.1353/jsh.2005.0074, lire en ligne, consulté le 8 août 2024).
- African American Issues, Westport, CT, Greenwood Press, coll. « Contemporary American Ethnic Issues », 2006 (ISBN 9780313332401, OCLC 61520286).
- Encyclopedia of African American History, 1619–1895: From the Colonial Period to the Age of Frederick Douglass, Oxford University Press, 2006 (ISBN 9780195167771, OCLC 62430770), « Demographics ».
- Encyclopedia of Western Colonialism since 1450, Detroit, Macmillan Reference USA, 2007 (ISBN 9780028658438, OCLC 67239488), « Race and Colonialism in the Americas ».
- The Atlantic world, 1450–2000, Bloomington, Indiana University Press, 2008 (ISBN 9780253349705, OCLC 177068609).
- « Mother church or Uncle Sam », First Things: A Monthly Journal of Religion and Public Life, no 256,‎ octobre 2015, p. 19–218 (lire en ligne, consulté le 8 août 2024).
- Dawn's Early Light: Taking Back Washington to Save America, Broadside Books, 2024 (ISBN 978-0-0633-5350-3)[47],[48].